# Štefanová
Štefanová é um município da Eslováquia, situado no distrito de Pezinok, na região de Bratislava. Tem 6,72 km² de área e sua população em 2019 foi estimada em 354 habitantes.

## Demografia
| Ano:        | 1994 | 2004   | 2014   | 2024    |
| ----------- | ---- | ------ | ------ | ------- |
| Broj ljudi: | 351  | 324    | 348    | 395     |
| Razlika:    |      | -7,69% | +7,40% | +13,50% |

| Ano:               | 2023 | 2024   |
| ------------------ | ---- | ------ |
| Número de pessoas: | 402  | 395    |
| Diferença:         |      | -1,74% |